# 6 juin dans les chemins de fer
6 mai 6 juillet
Chronologies thématiques
- Croisades
- Sports
- Disney

Cette page concerne les événements qui se sont déroulés un 6 juin dans les chemins de fer.

## Événements

### XIXesiècle
- 1880, France : Inauguration du chemin de fer de Condom à Port Sainte Marie. (compagnie du Midi)

### XXesiècle
- 1911, France : ouverture de la station Le Peletier sur la ligne 7 du métro de Paris.
- 1919, Canada : création de la Compagnie des chemins de fer nationaux du Canada[1].

### XXIesiècle
- x

## Naissances
- x

## Décès
- x